# 1860 aux États-Unis
Pour des articles plus généraux, voir Chronologie des États-Unis et 1860.
Chronologie des États-Unis
- 1856
- 1857
- 1858
- 1859
- 1860
- 1861
- 1862
- 1863
- 1864

Cette page concerne des événements d'actualité qui se sont produits durant l'année 1860 du calendrier grégorien aux États-Unis.

## Gouvernement
- Président : James Buchanan Démocrate
- Vice-président : John Cabell Breckinridge Démocrate
- Secrétaire d'État : Lewis Cass jusqu'au 14 décembre puis Secrétaire d'État intérimaire : William Hunter le 15 et le 16 décembre puis Secrétaire d'État : Jeremiah S. Black à partir du 17 décembre
- Chambre des représentants - Président : William Pennington Républicain à partir du 1er février

## Événements
- Grève des cordonniers de Lynn (Massachusetts) au début de l’année, suivie par les ouvriers et les ouvrières du cuir de toute la Nouvelle-Angleterre, soit plus de 20 000 personnes. Une manifestation à Lynn rassemble dix mille travailleurs.

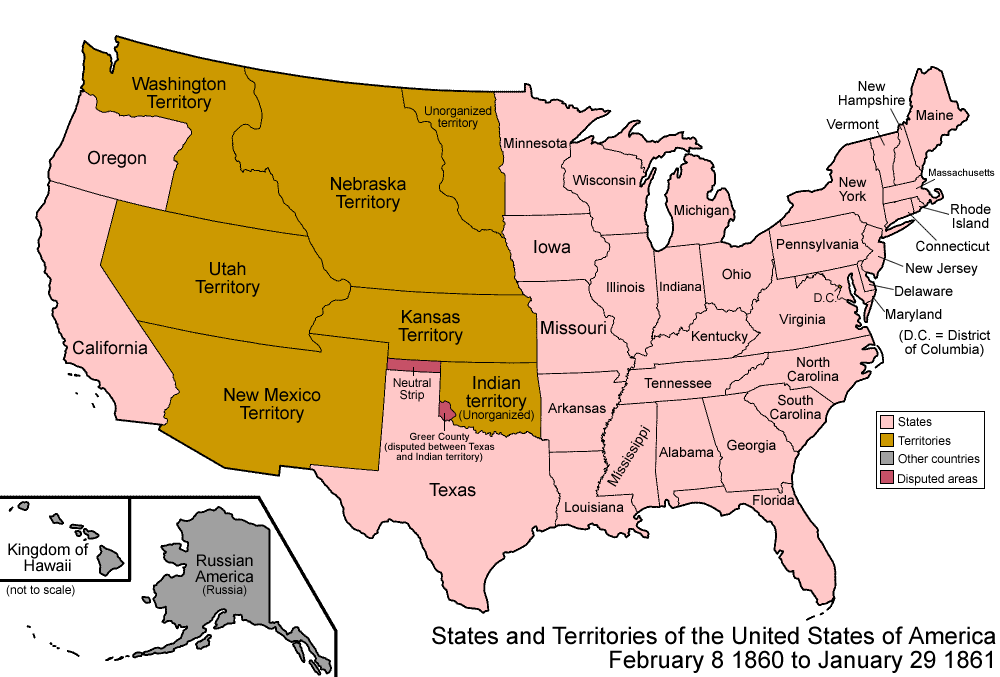
8 février 1860 - 29 janvier 1861

8 février : le Texas commence à revendiquer le comté de Greer, contrôlé à cette époque par le gouvernement fédéral sous forme d'un territoire non-organisé et situé dans l'actuel Oklahoma.

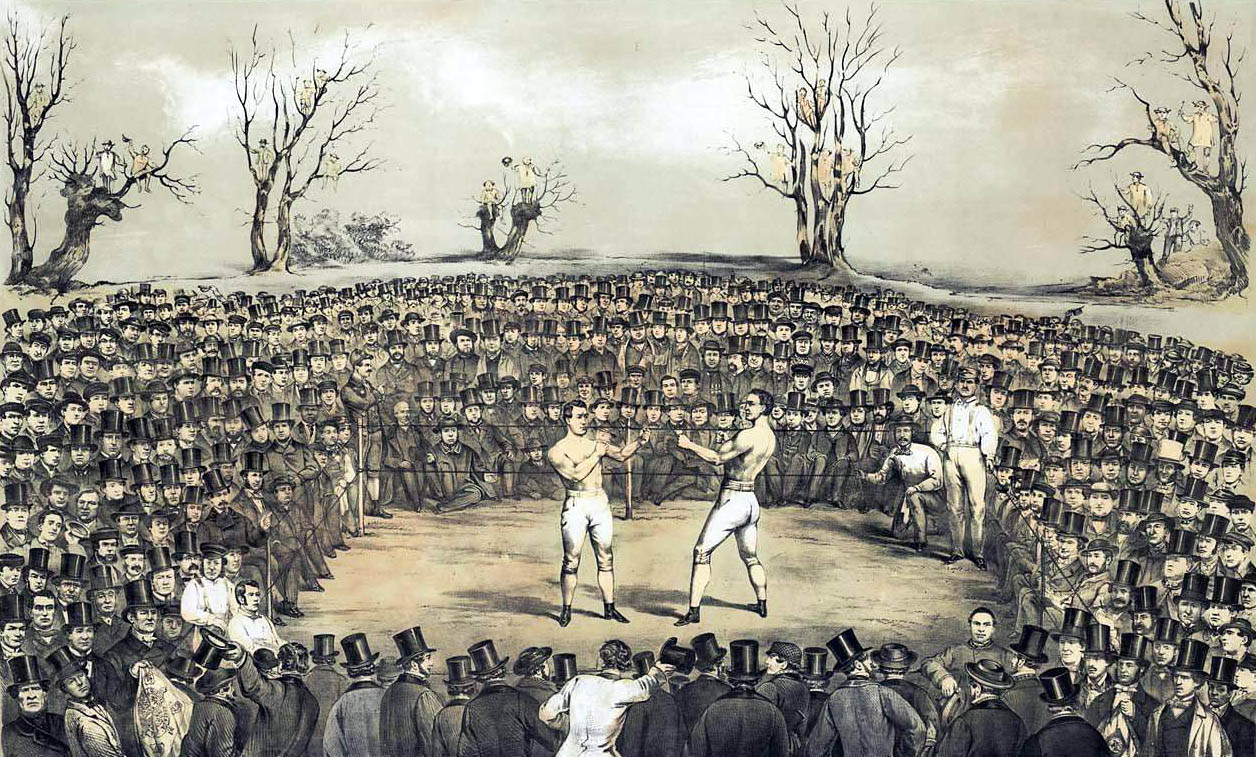
17 avril : Peinture de Ward lors du championnat d'Angleterre et d'Amérique entre Tom Sayers et John C. Heenan en 1860

- 3 avril : le Pony Express relie Saint Joseph (Missouri) à Sacramento (Californie) en dix jours jusqu’en 1861. Six lignes de diligences couvrent en 26 jours la même distance.
- 7 avril : fondation du club américain de baseball de Philadelphia Athletics[2].
- 17 avril, Boxe : John C. Heenan fait match nul à l'issue de 42 rounds contre le champion d'Angleterre Tom Sayers.
- 3 mai : la convention nationale du Parti démocrate se réunit depuis le 23 avril à Charleston. La convention se divise très fortement sur la question de l'esclavage. Les délégués décident le 3 mai d'ajourner la convention et de se retrouver plus tard[3].
- 16 mai : Abraham Lincoln est nommé comme candidat à l'élection présidentielle par le Parti Républicain.

|                                  | 1790      | 1800      | 1810      | 1820      | 1830       | 1840       | 1850       | 1860       |
| -------------------------------- | --------- | --------- | --------- | --------- | ---------- | ---------- | ---------- | ---------- |
| Population totale des États-Unis | 3 929 326 | 5 308 483 | 7 239 881 | 9 638 453 | 12 866 020 | 17 069 453 | 23 191 876 | 31 443 321 |
| Esclaves aux États-Unis          | 697 681   | 893 602   | 1 191 362 | 1 538 022 | 2 009 043  | 2 487 355  | 3 204 313  | 3 953 761  |

- 1er juin : le huitième recensement tient place. Le recensement estime la  population des États-Unis à 31 443 321 dont 3 953 761 sont des esclaves[4].
- 18 juin : la convention du Parti démocrate se réunit de nouveau à Baltimore. Les délégués restant désignèrent Stephen A. Douglas comme candidat aux élections présidentielles.
- 28 juin : les "délégués du Sud" du Parti démocrate se réunissent à Baltimore. Ils désignent leur propre candidat, le vice-président sortant John Cabell Breckinridge comme candidat aux élections présidentielles.
- 24 juillet : régate universitaire entre Harvard et Yale. Harvard s'impose[5].
- 22 septembre : début de la tournée du club de baseball new yorkais, « Excelsior Baseball Club of Brooklyn » qui évolue à Washington et en Nouvelle-Angleterre[6]. Dès avant la guerre civile, les clubs new-yorkais se disputaient âprement les meilleurs joueurs. Comme le signale les auteurs américains, rien à voir ici avec les manières européennes de gentlemen.
- 1er octobre : fondation officielle de l’Église adventiste du septième jour[7].
- 29 octobre : les Brooklyn Atlantics remportent le 4e championnat de baseball de la NABBP avec 12 victoires, 2 nuls et 2 défaites[6].

Résultat de l'élection présidentielle américaine de 1860.

- 6 novembre : élection présidentielle américaine de 1860. Le républicain Abraham Lincoln obtient un mandat de président des États-Unis[8] contre ses adversaires le démocrate des États du nord Stephen A. Douglas (29,5 %), le démocrate des États du sud John Cabell Breckinridge (18,1 %) et John Bell (12,5 %) qui souhaitait le simple respect de la Constitution et donc un statu quo sur la question de l'esclavage.
- 20 décembre : sécession de la Caroline du Sud qui ne peut accepter un président au programme anti-esclavagiste[8].
- Mort de 98 ouvriers lors de l’effondrement de l’usine Pemberton Mill à Lawrence (Massachusetts).
- Fondation du journal New York World.
- Fondation de la société pharmaceutique Wyeth.
- Le Sud des États-Unis a 4 millions d'esclaves.

## Naissances
- 25 janvier : Charles Curtis né à Topeka au Kansas, il fut un sénateur du Kansas et le 31e vice-président des États-Unis. Curtis est le premier américain ayant des ancêtres amérindienne à avoir atteint un tel poste au sommet de l'exécutif.
- 23 février : William Louis Abbott, naturaliste et un collectionneur, († 1936).
- 29 février : Herman Hollerith, ingénieur américain, (naquit à Buffalo (New York) - † 17 novembre 1929), il fonda en 1896 la Tabulating Machine Co. qui deviendra plus tard l'International Business Machines Corporation plus connue sous le nom "IBM".
- 19 mars : William Jennings Bryan, († 1925), était un avocat et un homme politique américain, populiste et pacifiste, membre du Parti démocrate et candidat démocrate à l’élection présidentielle de 1896, 1900 et 1908. Secrétaire d’État de 1913 à 1915, il fut aussi un adversaire résolu de la théorie de l'évolution.
- 27 mars : Frank Frost Abbott, († 23 juillet 1924) est un spécialiste de la littérature antique.
- 29 avril : Lorado Taft, sculpteur, († 30 octobre 1936).
- 16 mai : H. H. Holmes, († 7 mai 1896), plus connu sous le pseudonyme "Docteur Henry Howard Holmes", était un tueur en série américain.
- 25 mai : James McKeen Cattell, († 1944), a été le premier professeur en psychologie des États-Unis à l'Université de Pennsylvanie ainsi qu'un auteur et éditeur de journaux scientifiques dont le plus célèbre fut Science Journal.
- 3 juillet : Charlotte Perkins Gilman, († 17 août 1935), est une sociologue et écrivaine américaine. Son œuvre a eu une grande influence sur le féminisme.
- 19 juillet : Lizzie Borden († 1er juin, 1927), fut la figure centrale d'une affaire judiciaire autour du double meurtre à la hache de son père et de sa belle-mère. Même si Lizzie Borden fut acquittée lors de son procès, personne d'autre ne fut poursuivi, et elle est devenue une icône du folklore américain.
- 13 août : Annie Oakley, (°Comté de Darke – † Greenville, 3 novembre 1926), a été une des femmes légendaires de l'ouest américain, célèbre pour sa redoutable précision au tir.
- 6 septembre : Jane Addams, est une réformatrice sociale américaine, sociologue, philosophe et écrivain. Elle est née à Cedarville (Illinois) et décédée à Chicago (Illinois), le 21 mai 1935.
- 7 septembre : Grandma Moses, († 13 décembre 1961), était une artiste populaire américaine renommée. Elle est souvent citée comme exemple d'une personne ayant entamé une carrière artistique à un âge avancé, ayant commencé à peindre à plus de 70 ans après avoir abandonné sa carrière de brodeuse en raison d'une arthrite.
- 13 septembre : John Pershing, né dans le Missouri et mort le 15 juillet 1948 à Washington, D.C., est un général des armées. Il est le seul général, avec George Washington (à titre posthume en 1976[note 1],[9]) à avoir obtenu le grade de General of the Armies.
- 2 novembre : Soapy Smith, né dans le comté de Coweta et mort le 8 juillet 1898 à Skagway, est un escroc et gangster des organisations criminelles de Denver et Creede au Colorado et à Skagway en Alaska.

## Décès
- 5 janvier : John Neumann, (°28 mars 1811), il devint évêque de Philadelphie en mars 1852. Il fut canonisé par Paul VI en juin 1977. Il est le premier saint américain.
- 6 avril : James Kirke Paulding, (°22 août 1778), était un écrivain américain. Il fut secrétaire à la Marine des États-Unis.
- 21 mai : Phineas Gage, célèbre cas d'école en neurologie.
- 11 juillet : Charles Goodyear, né à New Haven et mort à New York le 11 juillet 1860, est un chimiste. Il est célèbre pour l'invention de la vulcanisation[note 2], qui est à la base de nombreuses applications industrielles du caoutchouc.
- 12 septembre : William Walker, (°8 mai 1824), est un aventurier, flibustier et soldat de fortune qui tenta de conquérir plusieurs pays d'Amérique latine au XIXe siècle. Il fut président du Nicaragua de 1856 à 1857 et fut mis à mort par le gouvernement du Honduras.